# Isaac Roosevelt

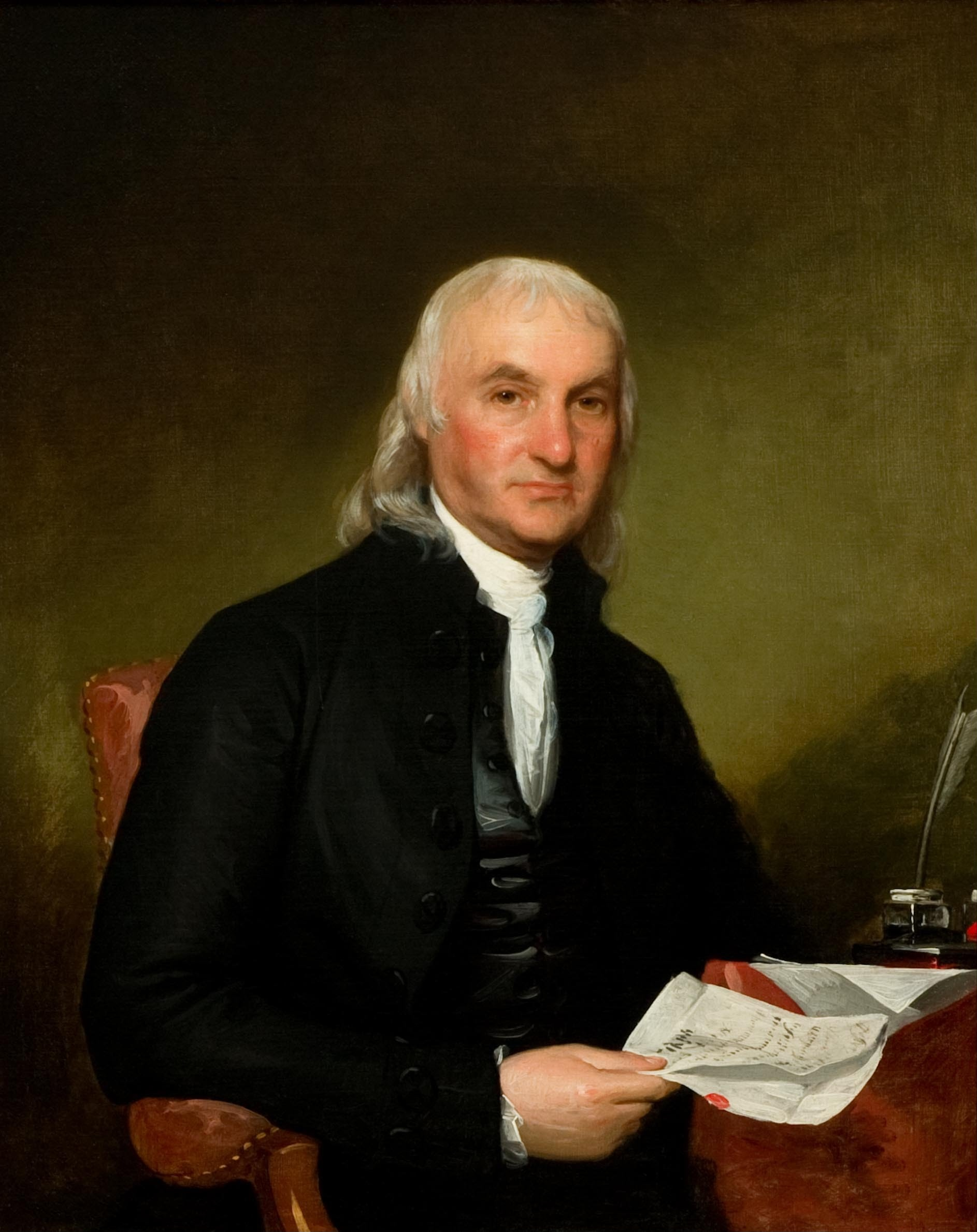
Isaac Roosevelt

Isaac Roosevelt (* 19. Dezember 1726 in New York City; † 13. Oktober 1794 ebenda) war ein britisch-amerikanischer Händler und Politiker (Föderalistische Partei). Er war der Ururgroßvater des späteren US-Präsidenten Franklin D. Roosevelt.

## Werdegang
Roosevelt wurde 1726 in New York City geboren und dann in der Reformed Dutch Church of New York getauft. Er war einer der ersten großflächigen Zuckerraffinerieunternehmer in New York City. Roosevelt baute eine seiner ersten Zuckerraffinerien in der Stadt und sein Geschäft lag ursprünglich an der Wall Street, wurde aber später an den St. George’s Square verlegt.
„Isaac Roosevelt is removed from his house in Wall Street to the house of his late brother, Jacobus Roosevelt, Jr, deceased, near the Sugar house, and opposite to Mr. William Waltons, being on the northwest side of Queen Street, where his customers may be supplied as usual with double, middling and single refined loaf sugars, clarified, muscovado and other molasses, & etc.“ - April 25, 1772
Roosevelt war aktiv in der Gemeinde tätig. Er war eines der ersten Mitglieder in der Handelskammer von New York City, die 1768 errichtet wurde. Dann war er 1770 einer der Gründer des ersten öffentlichen Krankenhauses in New York und 1784 ein Mitbegründer der Bank of New York. Er war der zweite Präsident dieser Bank, ein Posten, den er zwischen 1786 und 1791 bekleidete.
Er entschied sich eine politische Laufbahn einzuschlagen, als er am 22. April 1775 in den Provinzkongress von New York gewählt wurde. Ferner gehörte er zu dem Committee of One Hundred, dass im Mai 1775 die Kontrolle über die Staatsregierung übernahm. Obwohl er keine Loyalität gegenüber England verspürte, war er anfangs gemäßigt, hoffend einen Konflikt zu verhindern. Als die Briten New York City besetzten, zog er sich aus der Stadt zurück und verbrachte die Besatzungszeit im Elternhaus seiner Ehefrau in Dutchess County. In dieser Zeit diente er im 6. Regiment der Dutchess County Miliz.
Roosevelt diente von 1777 bis 1786 und noch einmal von 1788 bis 1792 im Senat von New York. Während dieser Zeit nahm er am 18. Juni 1788 an der New York State Convention teil, wo es um die Annahme der Amerikanischen Unabhängigkeitserklärung ging. Er war einer von zehn Abgeordneten von New York City. Weitere bekannte Abgeordnete waren John Jay, Alexander Hamilton und Robert R. Livingston. Ferner war er ein Mitglied eines Ausschusses, das über mehrere Formfehler bei der Gouverneurswahl von 1792 entscheiden durfte. Die Entscheidung fiel zu Gunsten von George Clinton.

## Familie
Isaac Roosevelt war der Sohn von Jacobus Roosevelt, Enkel von Nicholas Roosevelt und Urenkel des Einwanderers Claes Martenzsen Van Rosenvelt. Er heiratete am 22. September 1752 Cornelia Hoffman, Tochter eines bedeutenden Gutsbesitzers aus Dutchess County. Das Paar hatte zehn gemeinsame Kinder, einschließlich Jacobus (James), Urgroßvater von Franklin D. Roosevelt.